# Чернова, Татьяна Сергеевна
Татья́на Серге́евна Черно́ва (род. 29 января 1988, Краснодар) — российская многоборка. Заслуженный мастер спорта России. Бронзовый призёр летних Олимпийских игр 2008 года (лишена в 2017).
С 22 июля 2013 года по 22 июля 2015 года отбывала дисквалификацию за употребление допинга — в её крови был найден оралтуринабол. Результаты Черновой за период с 15 августа 2009 года по 14 августа 2011 года были аннулированы.

## Карьера
Татьяна родилась в спортивной семье. Её мать — Людмила Чернова — олимпийская чемпионка игр XXII Олимпиады 1980 года в эстафете 4×400 м, а отец — Сергей Чернов — известный советский десятиборец, который является одним из её тренеров.
Первого большого успеха добилась в 2005 году, выиграв золотую медаль юношеского чемпионата мира по лёгкой атлетике. В следующем 2006 году Чернова повторила свой успех, став чемпионкой мира среди юниоров. В 2008 году её включили в сборную команду России для участия в летних Олимпийских играх 2008 года в Пекине, где она стала четвёртой, но после дисквалификации попавшейся на повторном употреблении допинга украинки Людмилы Блонской получила бронзовую медаль.
В 2011 году на Чемпионате мира по лёгкой атлетике в Тэгу заняла первое место с лучшим результатом сезона в мире, обыграв действующую чемпионку мира и Европы Джессику Эннис из Великобритании. При этом, Татьяна Чернова стала первой в истории семиборкой, которая выиграла юношеский чемпионат мира, а потом стала победительницей и взрослого мирового первенства. Позднее Черновой запретили участие в международных состязаниях в течение двух лет и аннулировали её результаты за два года, но оставили золотую медаль, полученную в Сеуле в поединке с Эннис-Хилл. В ноябре 2016 года Спортивный арбитражный суд дисквалифицировал Чернову на 3 года 8 месяцев, начиная с 5 февраля 2016 года, и признал недействительными её результаты, показанные в период с 15 августа 2011 года по 22 июля 2013 года. Из-за положительной допинг-пробы она была лишена победы на Чемпионате мира по лёгкой атлетике 2011 года в Тэгу и бронзы Олимпийских игр в Лондоне-2012.

## Основные результаты

### В семиборье
| Год  | Турнир                       | Место проведения       | Место   | Результат (очков) | Примечание                     |
| ---- | ---------------------------- | ---------------------- | ------- | ----------------- | ------------------------------ |
| 2005 | Чемпионат мира среди юношей  | Марракеш, Марокко      | 1-е     | 5875              |                                |
| 2006 | Чемпионат мира среди юниоров | Пекин, Китай           | 1-е     | 6227              |                                |
| 2007 | Чемпионат мира               | Осака, Япония          | DNF     |                   | сошла из-за травмы             |
| 2008 | Олимпийские игры             | Пекин, Китай           | 3-е     | 6591              |                                |
| 2009 | Чемпионат мира               | Берлин, Германия       | 8-е     | 6288              |                                |
| 2010 | Чемпионат Европы             | Барселона, Испания     | 4-е     | 6512              |                                |
| 2011 | Чемпионат мира               | Тэгу, Южная Корея      | DSQ 1-е | 6880              | Лучший результат сезона в мире |
| 2012 | Олимпийские игры             | Лондон, Великобритания | DSQ 3-е | 6628              |                                |

### В пятиборье
| Год  | Турнир                     | Место проведения  | Место | Результат (очков) | Примечание |
| ---- | -------------------------- | ----------------- | ----- | ----------------- | ---------- |
| 2008 | Чемпионат мира в помещении | Валенсия, Испания | 7-е   | 4543              |            |
| 2010 | Чемпионат мира в помещении | Доха, Катар       | 3-е   | 4762              |            |
| 2012 | Чемпионат мира в помещении | Стамбул, Турция   | 5-е   | 4725              |            |

## Рекорды
| Вид             | Результат  | Место             | Дата       | Примечание |
| --------------- | ---------- | ----------------- | ---------- | ---------- |
| 100 м с/б       | 13.32 с    | Тэгу, Южная Корея | 29.08.2011 |            |
| Прыжки в высоту | 1.87 м     | Тула, Россия      | 19.06.2007 |            |
| Толкание ядра   | 14.17 м    | Тэгу, Южная Корея | 29.08.2011 |            |
| 200 м           | 23.50 с    | Тэгу, Южная Корея | 29.08.2011 |            |
| Прыжок в длину  | 6.82 м     | Гётцис, Австрия   | 29.05.2011 |            |
| Метание копья   | 54.49 м    | Тула, Россия      | 14.06.2006 |            |
| 800 м           | 2:06.50 с  | Пекин, Китай      | 16.08.2008 |            |
| Семиборье       | 6880 очков | Тэгу, Южная Корея | 30.08.2011 |            |

## Образование
- Факультет спорта КГУФКСТ (Кубанский государственный университет физической культуры, спорта и туризма)[9].

## Награды
- Медаль ордена «За заслуги перед Отечеством» I степени (13 августа 2012 года) — за большой вклад в развитие физической культуры и спорта, высокие спортивные достижения на Играх XXX Олимпиады 2012 года в городе Лондоне (Великобритания)[10].
- Медаль ордена «За заслуги перед Отечеством» II степени (2 августа 2009 года) — за большой вклад в развитие физической культуры и спорта, высокие спортивные достижения на Играх XXIX Олимпиады 2008 года в Пекине[11].
- Почётная грамота Президента Российской Федерации (19 июля 2013 года) — за высокие спортивные достижения на XXVII Всемирной летней универсиаде 2013 года в городе Казани[12].